# 포천광역버스터미널
포천광역버스터미널은 경기도 포천시 군내면 청성로 112 (하성북리 618) 에 2004년 9월에 완공한 버스터미널이다. 하지만 임대료가 비싸다는 이유로 운영업체들이 공모에 응하지 않아 포천광역버스터미널 개관은 무기한으로 연장되었다. 하지만 포천시외버스터미널의 극심한 교통혼잡으로 포천광역버스터미널을 원래대로 개관해야한다는 안건이 시의회 상정 계획에 매년 올라온다. 위치는 반월아트홀.여성회관 맞은편에 위치해있다. 정류소 이름 또한 반월아트홀.여성회관이다. 정류소번호는 41-242(상행), 40-601(하행)이다. 

## 개요
경기 북부 교통의 요지로서 포천을 오가는 이용객들에게 편의를 제공하기 위해 2004년 9월에 완공되었다. 기존 포천시외버스터미널의 면적이 좁기 때문에 모든 승객들은 포천시외버스터미널 앞 중앙에 설치된 대기실에서 대기하며 시외버스는 한바퀴 도는 형식으로 정차한다. 또한 포천시외버스터미널의 위치가 포천시 중심부에 위치하여 극심한 교통혼잡을 일으키기 때문에 포천시에서는 약 71억 여원을 들여 신터미널(포천광역버스터미널)을 건축하기로 하고 2002년 말 착공해 2004년 9월에 완공하였다. 신터미널(포천광역버스터미널)은 군내면 청성로 112 (하성북리 618)에 위치하고 있는데 2004년 당시 연간 임대료를 용역결과에 따라 2억여원으로 정하고 운영업체 공모에 나섰으나 임대료가 비싸다는 이유로 운영업체들이 4년간 공모에 응하지 않아 지난 2008년 이후부터 신터미널(포천광역버스터미널)을 공공용 업무시설로 용도변경하여 어떤 노선도 들어오지 않았다. (관련기사 : http://www.ujbnews.net/news/article.html?no=4505) 하지만 포천시외버스터미널의 극심한 교통혼잡으로 포천광역버스터미널을 원래대로 개관해야한다는 안건이 시의회 상정 계획에 매년 올라온다. 현재도 모든 시외버스 운행은 기존 포천시외버스터미널에서 하고 있으며 주로 수도권, 강원도권 방면 위주로 운행하고 있다. 신터미널(포천광역버스터미널) 건물은 포천시선거관리위원회에서 잠시 쓰다가 포천시시설관리공단이 사용하고 있다. 위치는 반월아트홀.여성회관 맞은편에 위치해있다. 정류소 이름 또한 반월아트홀.여성회관이다. 정류소번호는 41-242(상행), 40-601(하행)이다. 
(관련자료 : 포천시 제41회 임시회 제2차본회의 2008.03.28. 2004년 8월 준공된 포천광역버스터미널에 대하여 지속적인 여객 수요 감소 등 당초 목표와는 달리 터미널 기능이 활성화되지 못함에 따라 일부 터미널 시설에 대한 업무시설 등 복합용도 기능 수행을 위하여 입체적 도시계획시설을 결정하고자 하는 사항에 대하여 의회의 의견을 청취하고자 하는 것으로 포천시장이 제출한 원안에 대하여 당 위원회에서 원안가결로 심사하였다.)

## 시외버스

### 직행좌석버스
- ● 3200번 : 반월아트홀(포천광역버스터미널) ↔ 대진대입구 ↔ 송우리 ↔ 의정부성모병원 ↔ 의정부시외버스터미널 ↔ 수락산역 ↔ 노원역 ↔ 중계역(상계백병원) ↔ 하계역 ↔ 삼육서울병원 ↔ 청량리역 ↔ 제기동역 ↔ 청량리역환승센터(2번)

## 시내버스

### 도시형버스
- ● 72-3번 : 반월아트홀.여성회관(포천광역버스터미널) ↔ 포천시보건소 ↔ 포천시청 ↔ 선단1통.대진대 ↔ 의정부성모병원 ↔ 경기도청북부청사 ↔ 의정부시외버스터미널 ↔ 의정부역 ↔ 회룡역 ↔  망월사역(신한대학교) ↔ 도봉산역 ↔ 방학역 ↔ 방학역

## 참조
1. ↑  포천∼경기.강원.인천 11개 시외노선 9월 운행, 연합뉴스, 2004년 8월 2일 작성.
2. ↑  “디지털포천문화대전”. 2019년 3월 6일에 원본 문서에서 보존된 문서. 2020년 1월 5일에 확인함.